# Épinay-sur-Orge
Épinay-sur-Orge /epiˈnɛ syʁ ɔʁʒ/ è un comune francese di 10 253 abitanti situato nel dipartimento dell'Essonne nella regione dell'Île-de-France.

## Società

### Evoluzione demografica
Abitanti censiti